# Karl von Scheliha
Karl Friedrich Christian Wilhelm von Scheliha (* 12. August 1783 in Perschütz; † 6. September 1851 in Kunersdorf, Kreis Hirschberg im Riesengebirge) war ein preußischer Generalmajor.

## Leben

### Herkunft
Er war der Sohn von Karl Friedrich Wilhelm von Scheliha (1756–1793) und dessen Ehefrau Christiane Henriette, geborene von Ferentheil (1759–1807). Sein Vater war Herr auf Perschütz und Austen sowie Kreisdeputierter. Sein Bruder Ernst (1786–1856) schlug ebenfalls eine Militärkarriere in der Preußischen Armee ein und brachte es zum Generalmajor.

### Militärkarriere
Scheliha trat am 1. Juli 1796 als Gefreiterkorporal in das Füsilierbataillon „zu Anhalt-Pless“ der Preußischen Armee ein. Hier avancierte er bis Ende Februar 1802 zum Sekondeleutnant und nahm während des Vierten Koalitionskrieges 1806 an der Schlacht bei Jena teil. Nach der verlorenen Schlacht wurde sein Bataillon auf dem Rückzug nach Weimar bei Umpferstedt durch die Franzosen vernichtet. Scheliha wurde daraufhin inaktiv mit halben Gehalt und schloss sich 1809 kurzzeitig der Schwarzen Schar des Herzogs von Braunschweig an.
Zu Beginn der Befreiungskriege gegen Napoleon wurde Scheliha wieder in der Armee angestellt. Er kam zunächst zum Depotbataillon des 2. Schlesischen Infanterie-Regiments und wenig später zum III. Bataillon. In der Schlacht bei Großgörschen wurde Scheliha durch einen Schluss in den rechten Arm so schwer verwundet, dass er fortan nicht mehr felddienstfähig war. Ausgezeichnet mit dem Eisernen Kreuz II. Klasse versah Scheliha als Premierleutnant Dienst im 11. Reserve-Infanterie-Regiment und wurde am 1. April 1815 Adjutant des Generalmajors von Pirch. Am 6. Mai 1815 folgte seine Versetzung nach Berlin zum Kadettenhaus. Hier fungierte Scheliha ab 20. Juli 1815 als Kapitän und Kompaniechef und wurde in gleicher Eigenschaft am 25. Oktober 1816 in das Kadettenhaus in Kulm versetzt. Mit seiner Beförderung zum Major kehrte er am 18. Februar 1822 in das Berliner Kadettenhaus zurück. Am 1. Juni 1832 beauftragte man Scheliha mit der Führung der Kadettenanstalt und ernannte ihn schließlich am 12. Juli 1837 mit einem Jahresgehalt von 2000 Talern zum Kommandeur dieser Einrichtung. In dieser Stellung stieg er bis Ende März 1840 zum Oberst auf. Am 16. August 1841 wurde Scheliha unter Verleihung des Charakters als Generalmajor mit der gesetzlichen Pension zur Disposition gestellt.

### Familie
Scheliha hatte sich am 16. Mai 1817 mit Ulrike Enger (1795–1870) verheiratet. Aus der Ehe gingen folgende Kinder hervor:
- Karl Ulrich (1818–1853), zuletzt Hauptmann im 11. Infanterie-Regiment[2]
- Klara (* 20. Juni 1820 in Kulm; † 4. August 1866) ⚭ Gideon von Wallenberg-Pachaly (* 15. April 1817; † 26. Juli 1869), Kommerzienrat
- Anna Sophie Hedwig (1825–1826)